# Omgevingsbewustzijn in de ruimte
Omgevingsbewustzijn in de Ruimte (SSA of Space Situational Awareness) is een programma van de Europese Ruimtevaartorganisatie (ESA).
Het programma werd goedgekeurd op de Europese Ministerraad van november 2008 en formeel gestart op 1 januari 2009. Het mandaat werd op de Ministerraad van 2012 verlengd tot 2019. Het doel van het SSA-programma is ondersteuning te bieden aan Europa bij het onafhankelijk gebruik van en toegang tot de ruimte door het aanbieden van tijdige en accurate informatie over de ruimteomgeving. In het bijzonder gaat het om informatie over mogelijke botsingen tussen objecten in een baan om de aarde, het ruimteweer (zonne-uitbarstingen) en potentiële inslagen van natuurlijke objecten zoals planetoïden.

## SSA-structuur
Het programma is actief op drie domeinen:
- Het observeren van objecten in een baan om de aarde. Waaronder zowel actieve als inactieve satellieten, afgeworpen lanceertrappen, navigatiesatellieten en andere navigatienetwerken in de ruimte en op de grond.
- Waarneming van het ruimteweer: Metingen aan deeltjes en straling afkomstig van de zon die communicatie, navigatie en andere netwerken in de ruimte en op de grond kunnen beïnvloeden.
- Waarnemen van NEO's (Near-Earth Objects): Het observeren van natuurlijke objecten die potentieel gevaar opleveren voor impact en schade op aarde en het treffen van maatregelen.

Hiertoe bundelt men de bestaande capaciteiten van de ESA, Europese en internationale partners in een gezamenlijke strategie.
Deze activiteiten worden uitgebreid met de ontwikkeling van nieuwe infrastructuur en databases, softwareapplicaties en optische telescopen. In de toekomst worden misschien ook speciaal daarvoor uitgeruste satellieten gebruikt.
In de voorbereidingsfase in 2009-2012, werden aan de Spaanse en Franse industrie twee nieuwe contracten toegekend om een systeem te ontwikkelen om door middel van radar objecten op te sporen. Deze techniek bestond nog niet in Europa. Zo werd in 2013 de bestaande Proba-2-satelliet voor waarneming van de zon ondergebracht in het SSA-programma, zodat dit de eerste SSA-missie werd.
Nieuwe SSA-centra voor ruimteweer (Brussel) en voor NEO's (ESA/ESRIN) worden geopend en beginnen met het leveren van test- en evaluatiegegevens. Een taakcentrum werd geopend op ESA/ESOC en zal realtime testen uitvoeren.

## Ruimtebewaking
Ruimteschroot is op dit ogenblik een niet te onderschatten bedreiging voor satellieten omdat wij ervan afhankelijk zijn voor diverse essentiële diensten van meteorologie tot het navigatie voor transport van goederen en personen. Men schat het aantal gevaarlijke ruimteschrootobjecten die een gevaar vormen voor operationele satellieten op 700.000. Het verlies van een missie door botsing met ruimteschroot is de derde grootse risicofactor na de lancering en de ontplooiing.
Om de gevolgen van ruimteschroot te voorkomen dient men te weten waar de objecten zich bevinden. Dit veronderstelt de ontwikkeling van bewakingsradars en telescopen. Als onderdeel van het Space Awareness Programme ontwerpt ESA een systeem om schroot te volgen en satellietoperatoren te waarschuwen wanneer actie moet ondernomen worden om dit te ontwijken.

### Volgen van ruimteschroot
Het volgen van ruimteschroot betekent in staat zijn om ruimteschroot te detecteren en de beweging in zijn baan om de aarde te voorspellen. De gegevens van het systeem moeten toelaten om op actieve wijze de infrastructuur zoals observatiesatellieten of navigatiesystemen te beschermen tegen de steeds toenemende dreiging van door de mens achtergelaten voorwerpen.
Eenvoudig voorgesteld ziet het systeem er als volgt uit. Sensoren, zoals telescopen of radars, tasten de hemel af en bij een treffer berekenen zij het traject van het object. Dan moet uitgemaakt worden of het om een nieuw object dan wel om een reeds bekend object gaat.
Indien het object reeds bekend is worden de gegevens bijgewerkt. In het geval van een nieuw object wordt het ganse systeem gebruikt om zoveel mogelijk gegevens te verkrijgen van de nieuwkomer en een zo nauwkeurig mogelijke beschrijving van zijn baan te bekomen. Dan wordt het object ondergebracht in een catalogus van reeds bekende objecten. Het totaal aantal objecten kan zo in de duizenden lopen en die moeten allemaal op reguliere wijze nauwkeurig geobserveerd worden.
Deze catalogus wordt de kern van het systeem. Het systeem moet automatisch detecteren dat botsingsgevaar dreigt en de operatoren tijdig te verwittigen om actie te kunnen ondernemen.

### Waarnemen van terugkeer in de atmosfeer
De catalogus moet voorspellingen mogelijk maken over de terugkeer van objecten naar de Aarde. Grote brokstukken branden niet volledig op in de atmosfeer en vormen zo een risico voor mens, gebouwen, industrie en infrastructuur. Het nauwkeurige systeem kan overheden tijdig waarschuwen, zodat passende maatregelen kunnen worden genomen.

## Ruimteweer
Met ruimteweer wordt bedoeld de toestand van de magnetosfeer, de ionosfeer en thermosfeer als gevolg van de zonneactiviteit en de zonnewind. Beide kunnen invloed hebben op satellieten en grondsystemen en kunnen ook een gevaar betekenen voor de gezondheid van de mens. In het bijzonder betekent dit dat het zonneplasma, het magnetisch veld, de deeltjesstromen, de straling en andere wetenschappelijke eigenschappen in detail gemeten worden door verschillende teams. Het toenemend belang van satellieten in de Europese economie van vandaag impliceert dat die economie beïnvloed wordt door het ruimteweer. Zo zijn telecommunicatie, radiotransmissies, navigatie en zelfs de elektriciteitsdistributie op aarde gevoelig voor het ruimteweer. In de tweede fase van het programma wordt een studie gemaakt van het plaatsen van een satelliet op Lagrangepunten L1/L4/L5 voor waarneming van de zon.

## Objecten in de omgeving van de aarde (NEO's)
NEO's zijn planetoïden of kometen die in grootte variëren van enkele meters tot tientallen kilometers. Zij beschrijven een baan om de zon die in de nabijheid van de aardbaan komt en zo een bedreiging vormen voor onze planeet. Van de meer dan 600.000 bekende planetoïden in het zonnestelsel zijn er 10.000 NEO's.
Een voorbeeld van een NEO is 25143 Itokawa die bezocht werd door de Japanse sonde Hayabusa in 2005. Alhoewel botsingen van grote objecten met de aarde zeldzaam zijn, kunnen de gevolgen van een eventuele inslag desastreus zijn. Daarom moeten die objecten opgespoord en gevolgd worden.
De doelstellingen van het NEO-segment zijn dan ook als volgt:
- NEO's detecteren en hun huidige en toekomstige positie ten opzichte van de aarde vaststellen.
- De mogelijkheid van impact vaststellen.
- De gevolgen van de impact beoordelen.
- Methoden ontwerpen om de impact af te wenden.

## Gerelateerde activiteiten in de VS
Ook de Verenigde Staten nemen dit probleem ter harte. De NASA, samen met het FEMA (Federaal Bureau voor het Beheer van Noodtoestanden) hebben tot nu toe (2016) reeds driemaal een oefening gehouden. De oefening van de herfst 2016 hield volgend scenario in. Een planetoïde van 100 à 250 meter met een initieel impact risico van twee procent op 20 september 2020 nadert de aarde. Zij zou op elke plaats kunnen inslaan in een nauwe band die dwars over de Verenigde Staten loopt. De planetoïde wordt gedurende drie maanden gevolgd en daaruit blijkt dat het impactrisico stijgt naar 65 procent. Dan verdwijnt de planetoïde voor vier maanden achter de zon. Nadat zij weer zichtbaar wordt in mei 2017 blijkt het risico honderd procent te zijn. In november 2017 blijkt het punt van inslag Zuid-Californië te zijn of vlak voor de kust. In de voorgaande oefeningen werd een satellietmissie gesimuleerd die de planetoïde zou afbuigen. Nu is het scenario dat er niet genoeg tijd is voor zulk een missie. Dus dit is een uitdaging voor de verantwoordelijken voor massaevacuatie van de stad Los Angeles. Wetenschappers van JPL, Lawrence Livermore National Laboratory, Sandia National Laboratories en The Aerospace Corporation stellen plannen op voor evacuatie en stellen vast wat de impact zal zijn op de infrastructuur. De initiële onzekerheid en de lange waarschuwing scheppen een uniek kader voor de verantwoordelijken. Speciale aandacht gaat naar tijdige en juiste informatie naar het publiek terwijl nagegaan wordt hoe geruchten en foutieve informatie voorkomen kan worden.

### Initiatieven van de NASA
Ka-Band Objects Observation and Monitoring (KaBOOM):
De Nasa werkt aan een project voor de implementatie van een radarsysteem met hoge resolutie en hoog vermogen in de Ka-Band. Dit zal toelaten van NEO's, zoals asteroïden, kometen en ruimtepuin, beter op te sporen en hun karakteristieken (afmetingen, vorm, omwentelingssnelheid, oppervlaktestructuur) te bepalen. Het is de bedoeling om objecten tot 5 cm grootte waar te nemen (de grootte van een golfbal). Op dit ogenblik kan de NASA voorwerpen tot 400 cm waarnemen (de grootte van een slaapkamer).
Dit project maakt gebruik van fasegestuurde antennes die werken in de Ka-Band. Deze antennes staan ver uit elkaar en compenseren voor atmosferische storingen waardoor een scherper beeld ontstaat. Het bestaat uit drie antennes van 12 meter op NASA's Kennedy Space Center (KSC). Deze radar zal overdag waarnemingen doen wanneer optische telescopen niet bruikbaar zijn. Door het gebruik van de Ka-Band is een hoge resolutie (5 cm) mogelijk alsook een hoge ruimtelijke resolutie voor het waarnemen van ruimtepuin in een geostationaire baan rond de aarde op ongeveer 35 405 km boven het oppervlak.

## Afkortingen
- ESOC: European Space Operations Centre
- ESRIN: European Space Research Institute
- FEMA: Federal Emergency Management Agency